# Lộc (họ 祿)
Lộc (giản thể: 禄, phồn thể: 祿, bính âm: Lù) là một họ của người Trung Quốc. Lộc xếp thứ 358 trên danh sách Bách gia tính; hiện nay, họ này tương đối ít phổ biến, không nằm trong danh sách 100 họ lớn nhất Trung Quốc. Trong văn bản Latinh, họ này được viết là Lu theo bính âm, hoặc Luk theo Việt bính.